# Antoine Jacques
Antoine-Claude-Henry Jacques (Chelles (Sena e Marne), 6 de julho de 1782 — Châtillon (Hauts-de-Seine), 24 de dezembro de 1866), também conhecido por Henri Antoine Jacques, foi um viveirista, horticultor e botânico, que se notabilizou por introduzir na Europa o híbrido rosa Bourbon e por ter desenvolvido vários cultivares de roseira que ganharam grande fama.

## Biografia
Era oriundo de uma família de jardineiros.
Depois de ter exercido diversas funções, em 1818 foi nomeado jardineiro-chefe do  duque Louis-Philippe II de Orléans, futuro rei Luís Filipe I, no domínio real de Neuilly (hoje Neuilly-sur-Seine).
Tornou-se famoso pelos seus êxitos como criador de numerosos cultivares de roseira, em especial os cultivares designados por 'Bourbons', mas também de outras classes de rosas, entre as quais a célebre 'Félicité et Perpétue' (de 1828).
Figura como membro fundador da «Sociedade Hortícola de Paris», criada a 11 de junho de 1827, instituição sucedida, em 1885, pela «Sociedade Nacional de Horticultura de França» (SNHF).
Entre as suas obtenções mais conhecidas estão os cultivares 'Félicité et Perpétue' e 'Adelaida de Orléans'.
Publicou uma obra intitulada Manuel général des plantes, arbres et arbustes, ou flore des jardins de l'Europe. Foi editor do periódico Annales de Flore et de Pomone.